# 安孫子清水
安孫子清水（あびこ しみず、1908年1月9日 - 1994年3月26日）は、日本の政治家である。

## 来歴・人物
山形県出身・在住。
1933年日本大学法文学部卒業。
1937年弁理士登録。
1959年自由民主党北区支部事務局長。
1964年滝野川信用金庫理事。
1969年東京都議会議員。1989年まで5期20年間務めた。
1980年11月の秋の叙勲で勲七等から勲五等に叙され、瑞宝章を受章し、1989年11月の秋の叙勲で勲四等に叙され、瑞宝章をそれぞれ受章する。
1994年3月26日、死去した。86歳没。同年4月19日、特旨を以て位記を追賜され、死没日付をもって従五位に叙された。